# Discover Financial
Discover Financial Services est une entreprise américaine spécialisée dans les cartes de crédit. Son siège est situé à Riverwoods, dans l'Illinois.

## Histoire
Elle est issue d'une scission de Morgan Stanley en 2007. En février 2008, Discover Financial annonce la vente de ses activités Goldfish, à Barclays pour 70 millions de dollars
En avril 2008, Discover Financial annonce l'acquisition de Diners Club (qui fut la première société financière à créer en 1951 une carte de crédit) pour 165 millions de dollars à Citigroup.
En février 2024, Capital One annonce l'acquisition de Discover Financial dans le but de concurrencer Mastercard et Visa. La fusion est critiquée pour l'augmentation des frais d'utilisations de cartes de crédit qu'elle risque d'inciter,.

## Principaux actionnaires
Au 8 avril 2020.
| The Vanguard Group                 | 7,81% |
| Capital Research & Management -WI- | 7,65% |
| SSgA Funds Management              | 4,49% |
| Primecap                           | 4,14% |
| BlackRock Fund Advisors            | 2,56% |
| Fidelity Management & Research     | 2,45% |
| Boston Partners Global Investors   | 2,40% |
| Brahman Capital                    | 1,89% |
| LSV Asset Management               | 1,79% |
| Geode Capital Management           | 1,67% |